# Paravibrissina thailandica
Paravibrissina thailandica är en tvåvingeart som beskrevs av Hiroshi Shima 1979. Paravibrissina thailandica ingår i släktet Paravibrissina och familjen parasitflugor.
Artens utbredningsområde är Thailand. Inga underarter finns listade i Catalogue of Life.